# Ouaellé
Ouaellé est une localité située dans le département de Yako de la province du Passoré dans la région Nord au Burkina Faso.

## Géographie
Ouaellé se trouve à 9 km au sud-ouest du centre de Yako, le chef-lieu de la province, et à 2,5 km à l'est de Roumtenga. Le village forme un ensemble presque continue avec le village de Saria plus au sud et est traversé par la route nationale 13.

## Histoire
L'homme politique Alidou Sanfo, député du parti sankariste (UNIR/PS) et président de la commission défense de l'Assemblée nationale, est originaire de Ouallé où il est né. 

## Santé et éducation
Le centre de soins le plus proche de Ouaellé est le centre de santé et de promotion sociale (CSPS) de Roumtenga tandis que le centre médical avec antenne chirurgicale (CMA) de la province se trouve à Yako. 